# Habitam Alemu
Habitam Alemu (ur. 9 lipca 1997) – etiopska lekkoatletka, specjalistka od biegów średnich.
W 2015 startowała na mistrzostwach świata w Pekinie oraz zajęła 4. miejsce na dystansie 800 metrów podczas igrzysk afrykańskich w Brazzaville. Szósta zawodniczka halowych mistrzostw świata w Portland (2016). W tym samym roku osiągnęła półfinał igrzysk olimpijskich w Rio de Janeiro, a rok później zmagania na tej samej fazie zakończyła podczas mistrzostw świata w Londynie.

## Osiągnięcia
| Rok  | Impreza                   | Miejsce        | Konkurencja        | Lokata     | Wynik   |
| ---- | ------------------------- | -------------- | ------------------ | ---------- | ------- |
| 2015 | Mistrzostwa świata        | Pekin          | bieg na 800 metrów | eliminacje | 2:03,19 |
| 2015 | Igrzyska afrykańskie      | Brazzaville    | bieg na 800 metrów | 4. miejsce | 2:02,29 |
| 2016 | Halowe mistrzostwa świata | Portland       | bieg na 800 metrów | 6. miejsce | 2:04,61 |
| 2016 | Igrzyska olimpijskie      | Rio de Janeiro | bieg na 800 metrów | półfinał   | 2:00,07 |
| 2017 | Mistrzostwa świata        | Londyn         | bieg na 800 metrów | półfinał   | 2:00,69 |
| 2018 | Halowe mistrzostwa świata | Birmingham     | bieg na 800 metrów | 4. miejsce | 2:01,10 |
| 2018 | Mistrzostwa Afryki        | Asaba          | bieg na 800 metrów | 3. miejsce | 1:58,86 |
| 2021 | Igrzyska olimpijskie      | Tokio          | bieg na 800 metrów | 6. miejsce | 1:57,56 |
| 2022 | Halowe mistrzostwa świata | Belgrad        | bieg na 800 metrów | 7. miejsce | 2:03,37 |
| 2022 | Mistrzostwa świata        | Eugene         | bieg na 800 metrów | półfinał   | 2:00,37 |
| 2023 | Mistrzostwa świata        | Budapeszt      | bieg na 800 metrów | półfinał   | 2:01,02 |
| 2024 | Halowe mistrzostwa świata | Glasgow        | bieg na 800 metrów | 5. miejsce | 2:03,89 |
| 2024 | Igrzyska olimpijskie      | Paryż          | bieg na 800 metrów | repasaże   | 2:02,73 |
| 2025 | Halowe mistrzostwa świata | Nankin         | bieg na 800 metrów | półfinał   | 2:05,44 |

## Rekordy życiowe
- Bieg na 800 metrów (stadion) – 1:56,71 (2018) rekord Etiopii
- Bieg na 800 metrów (hala) – 1:57,86 (2024)
- Bieg na 1000 metrów – 2:34,11 (2022) rekord Etiopii